# Ковдејл (Охајо)
Ковдејл (енгл. Covedale) насељено је место без административног статуса у америчкој савезној држави Охајо.

## Демографија
По попису из 2010. године број становника је 6.447, што је 87 (1,4%) становника више него 2000. године.
| Група             | 2000.         | 2010.         |
| Белци             | 6.243 (98,2%) | 6.000 (93,1%) |
| Афроамериканци    | 22 (0,3%)     | 222 (3,4%)    |
| Азијати           | 20 (0,3%)     | 70 (1,1%)     |
| Хиспаноамериканци | 41 (0,6%)     | 62 (1,0%)     |
| Укупно            | 6.360         | 6.447         |